# Esclarmonde de Péreille
Pour les articles homonymes, voir Esclarmonde (homonymie).
Esclarmonde de Péreille est la fille de Raymond de Péreille, seigneur du château de Montségur. Elle est née après 1224 et morte le 16 mars 1244, sur le bûcher de Montségur en tant que femme cathare.
En occitan, son prénom signifie clarté du monde. Plusieurs femmes nobles cathares de l'époque le portent, notamment Esclarmonde de Foix.

## Biographie

### Famille
Elle est la fille de Raymond de Péreille, seigneur de Montségur et de son château, né entre 1180 et 1184 et décédé après 1244, et de Corba Hunaud de Lanta, décédée le 16 mars 1244 sur le bûcher de Montségur. Elle est infirme.
Elle a un frère, Jourdain de Péreille, mort vers 1214 et trois sœurs : Philippa, Braida et Arpaïx.

### Le bûcher de Montségur
Esclarmonde passe sa vie en famille avec ses parents. Son père fait reconstruire le château de Montségur pour héberger et protéger la communauté cathare qui s'y est réfugiée.
En mai 1243, dans le cadre de la croisade des albigeois, une armée envoyée par le roi Louis IX commence le quatrième siège du château. Après dix mois, les assiégés se rendent. Les Chrétiens peuvent partir mais ceux qui persistent dans la foi cathare sont condamnés au bûcher.
220 personnes meurent dans un bûcher collectif, dont Esclarmonde, sa mère Corba et sa grand-mère Marquesia de Lanta, trois jours après avoir reçu le consolamentum pour devenir des parfaites cathares.